# Шаихкорт
Шаихкорт, Шайх-Корт  — горная вершина в Шаройском районе Чеченской Республики.

## Общие сведения
Высота над уровнем моря составляет 3942 метра. Гора находится на границе с Грузией.